# القيادة القومية لحزب البعث
القيادة القومية لحزب البعث العربي الاشتراكي كانت الجهاز الحاكم للحزب بين دورات المؤتمر القومي وكان يرأسه أمين عام. بين المجلس الوطني كان المجلس الوطني الاستشاري مسؤولا عن القيادة القومية (المجلس الاستشاري القومي). كان المجلس الاستشاري الوطني منتدى يتألف من ممثلين عن الفروع الإقليمية للحزب. بيد أن عدد أعضاء المجلس الاستشاري الوطني يقرره حجم الفرع الإقليمي. انتخب المؤتمر الوطني القيادة القومية والمحكمة الوطنية وهيئة الانضباط في الحزب والأمين العام زعيم الحزب. حدد مندوبو المؤتمر سياسات الحزب وإجراءاته.
كان للقيادة القومية سلطة واسعة. كان المؤتمر الوطني هو الهيئة الوحيدة التي يمكن أن تعقد تصويتا على حجب الثقة ضد القيادة القومية. لها سلطة إنشاء منظمات حزبية وتوجيه شؤون أجهزة الأطراف التابعة التي لا تستطيع وفقا للقواعد الداخلية للحزب «لأي سبب من الأسباب مباشرة» سلطة انتخاب وحل قيادة إقليمية والتعاون بين الأحزاب والموافقة على مشاركة الحزب في المجالس الحكومية والتشريعية ونشر المصنفات باسم الحزب وتوجيه سياسة الحزب في الشؤون الدولية واتخاذ قرار بشأن جميع المسائل المتعلقة بسياسة الحزب. بسبب هذه المسؤوليات أنشئت عدة أجهزة قيادة وطنية مثل الأمانة العامة ومكتب الاتصال الوطني على سبيل المثال.
قبل عام 1954 كان الحزب يحكم من قبل اللجنة التنفيذية ولكن تم استبدال هذا الجهاز جنبا إلى جنب مع الآخرين أيضا في المؤتمر القومي الثاني. في اللغة البعثية «الأمة» تعني الأمة العربية وبسبب ذلك شكلت القيادة القومية أعلى مجلس لصنع السياسات والتنسيق لحركة البعث في جميع أنحاء العالم العربي. كان للقيادة الوطنية عدة مكاتب مماثلة للمكاتب الإقليمية. عقدت جلسات القيادة القومية شهريا. من بين هؤلاء كان مكتب الاتصال الوطني مسؤولا عن الاتصال بالفرع الإقليمية للحزب.

## الهيكل التنظيمي
| الوسط - ميشيل عفلق (1947–1954) الأمين العام - ميشيل عفلق (1954–1965) - منيف الرزاز (1965–1966) المؤتمرات الوطنية - المؤتمر الوطني الأول (4–6 أبريل 1947) - المؤتمر الوطني الثاني (يونيو1954) - المؤتمر الوطني الثالث (27 أغسطس – 1 سبتمبر 1959) - المؤتمر الوطني الرابع (أغسطس 1960) - المؤتمر الوطني الخامس (8 مايو 1962) - المؤتمر الوطني السادس (5–23 أكتوبر 1963) - المؤتمر الوطني السابع (12–17 فبراير 1964) - المؤتمر الوطني الثامن (أبريل 1965) | المجلس الاستشاري الوطني المحكمة الوطنية أجهزة القيادة القومية - السكرتارية - قسم الثقافة والبحوث - إدارة الدعاية - قسم المطبوعات - إدارة المعلومات - قسم المالية - مكتب الاتصال الوطني |

## الأعضاء
| الاسم                 | تولى المنصب    | ترك المنصب     | مثل (الفرع الإقليمي) | الفترات | المدة              | الملاحظات                                                                  |
| --------------------- | -------------- | -------------- | -------------------- | ------- | ------------------ | -------------------------------------------------------------------------- |
| ميشيل عفلق            | 6 أبريل 1947   | 23 فبراير 1966 | سوريا                | 8       | 18 سنوات و323 أيام | شغل منصب الأمين العام للحزب من 1947 إلى 1965.                              |
| صلاح البيطار          | 6 أبريل 1947   | 1 سبتمبر 1959  | سوريا                | 2       | 12 سنوات و148 أيام | —                                                                          |
| جليل السيد            | 6 أبريل 1947   | يونيو 1954     | —                    | 1       | 7 سنوات و56 أيام   | —                                                                          |
| وهيب الغانم           | 6 أبريل 1947   | 1952           | —                    | 1       | 4 سنوات و270 أيام  | —                                                                          |
| مدحت البيطار          | 1949           | 1952           | —                    | 1       | 3 سنوات و0 أيام    | —                                                                          |
| فيصل الركتي           | 1949           | 1952           | —                    | 1       | 3 سنوات و0 أيام    | —                                                                          |
| عبد الرحمن منضور      | 1949           | 1952           | —                    | 1       | 3 سنوات و0 أيام    | —                                                                          |
| أكرم الحوراني         | 1952           | 1 سبتمبر 1959  | سوريا                | 1       | 7 سنوات و243 أيام  | القائد السابق للحزب العربي الاشتراكي.                                      |
| أتون مانديسي          | 1952           | يونيو 1954     | —                    | 1       | 2 سنوات و151 أيام  | سياسي من الحزب العربي الاشتراكي.                                           |
| فؤاد الركابي          | يونيو 1954     | أغسطس 1960     | العراق               | 2       | 6 سنوات و61 أيام   | شغل منصب الأمين الإقليمي للفرع الإقليمي العراقي.                           |
| علي جابر              | يونيو 1954     | 23 أكتوبر 1964 | لبنان                | 4       | 9 سنوات و144 أيام  | شغل منصب الأمين الإقليمي للفرع الإقليمي اللبناني.                          |
| عبد الله الريماوي     | يونيو 1954     | 1 سبتمبر 1959  | الأردن               | 1       | 5 سنوات و92 أيام   | شغل منصب الأمين الإقليمي للفرع الإقليمي الأردني.                           |
| عبد الله نواس         | يونيو 1954     | 1 سبتمبر 1959  | الأردن               | 1       | 5 سنوات و92 أيام   | —                                                                          |
| عبد الوهاب شميتلي     | 1 سبتمبر 1959  | مايو 1962      | لبنان                | 2       | 2 سنوات و242 أيام  | —                                                                          |
| غسان شرارة            | 1 سبتمبر 1959  | مايو 1962      | لبنان                | 2       | 2 سنوات و242 أيام  | —                                                                          |
| طالب الشبيب           | 1 سبتمبر 1959  | مايو 1962      | العراق               | 2       | 2 سنوات و242 أيام  | شغل منصب الأمين الإقليمي للفرع الإقليمي العراقي.                           |
| سعدون حمادي           | 1 سبتمبر 1959  | مايو 1962      | العراق               | 2       | 2 سنوات و242 أيام  | —                                                                          |
| خالد ياشروتي          | 1 سبتمبر 1959  | 23 أكتوبر 1963 | فلسطين               | 3       | 4 سنوات و52 أيام   | انتخب للقيادة الوطنية في المؤتمر الوطني الثالث كممثل فرع اللبنان الإقليمي. |
| منيف الرزاز           | 1 سبتمبر 1959  | 23 فبراير 1966 | الأردن               | 5       | 6 سنوات و175 أيام  | شغل منصب الأمين العام للحزب من 1965 إلى 1966.                              |
| أمين شقير             | 1 سبتمبر 1959  | أغسطس 1960     | الأردن               | 1       | 335 أيام           | —                                                                          |
| أمين شقير             | مايو 1962      | 23 أكتوبر 1963 | الأردن               | 1       | 1 سنة و175 أيام    | —                                                                          |
| فيصل حبيب خيزران      | أغسطس 1960     | مايو 1962      | العراق               | 1       | 1 سنة و273 أيام    | —                                                                          |
| خالد علي صالح الدليمي | أغسطس 1960     | مايو 1962      | العراق               | 1       | 1 سنة و273 أيام    | —                                                                          |
| غالب ياغي             | أغسطس 1960     | مايو 1962      | لبنان                | 1       | 1 سنة و273 أيام    | —                                                                          |
| علي صالح السادي       | مايو 1962      | 18 فبراير 1964 | العراق               | 2       | 1 سنة و293 أيام    | شغل منصب الأمين الإقليمي للفرع الإقليمي العراقي.                           |
| حميد عبد المجيد       | مايو 1962      | 18 فبراير 1964 | العراق               | 2       | 1 سنة و293 أيام    | شغل منصب الأمين الإقليمي للفرع الإقليمي العراقي.                           |
| جبران مجدلاني         | مايو 1962      | 23 فبراير 1966 | لبنان                | 4       | 3 سنوات و298 أيام  | —                                                                          |
| عبد المجيد الرافعي    | مايو 1962      | 23 أكتوبر 1963 | لبنان                | 1       | 1 سنة و175 أيام    | شغل منصب الأمين الإقليمي للفرع الإقليمي اللبناني.                          |
| عبد المجيد الرافعي    | 18 فبراير 1964 | أبريل 1965     | لبنان                | 1       | 1 سنة و42 أيام     | شغل منصب الأمين الإقليمي للفرع الإقليمي اللبناني.                          |
| خالد العلي            | مايو 1962      | أبريل 1965     | لبنان                | 3       | 2 سنوات و335 أيام  | —                                                                          |
| أمين الحافظ           | 23 أكتوبر 1963 | 23 فبراير 1966 | سوريا                | 3       | 2 سنوات و123 أيام  | شغل منصب الأمين الإقليمي للفرع الإقليمي السوري.                            |
| صلاح جديد             | 23 أكتوبر 1963 | 23 فبراير 1966 | سوريا                | 3       | 2 سنوات و123 أيام  | شغل منصب الأمين الإقليمي للفرع الإقليمي السوري.                            |
| حمود الشوفي           | 23 أكتوبر 1963 | 18 فبراير 1964 | سوريا                | 1       | 118 أيام           | شغل منصب الأمين الإقليمي للفرع الإقليمي السوري.                            |
| محسن شيخ راضي         | 23 أكتوبر 1963 | 18 فبراير 1964 | العراق               | 1       | 118 أيام           | —                                                                          |
| أحمد حسن البكر        | 23 أكتوبر 1963 | 23 فبراير 1966 | العراق               | 3       | 2 سنوات و123 أيام  | شغل منصب الأمين الإقليمي للفرع الإقليمي العراقي.                           |
| صالح مهدي عماش        | 23 أكتوبر 1963 | 18 فبراير 1964 | العراق               | 1       | 118 أيام           | —                                                                          |
| عبد المحسن أبو ميزار  | 23 أكتوبر 1963 | 18 فبراير 1964 | الأردن               | 1       | 118 أيام           | —                                                                          |
| محمد عمران            | 18 فبراير 1964 | مايو 1965      | سوريا                | 1       | 1 سنة و73 أيام     | —                                                                          |
| منصور الأطرش          | 18 فبراير 1964 | 23 فبراير 1966 | سوريا                | 1       | 2 سنوات و5 أيام    | —                                                                          |
| شبلي العيسمي          | 18 فبراير 1964 | 23 فبراير 1966 | سوريا                | 1       | 2 سنوات و5 أيام    | —                                                                          |
| علي خليل              | 18 فبراير 1964 | 23 فبراير 1966 | لبنان                | 2       | 2 سنوات و5 أيام    | —                                                                          |
| علي غنام              | 18 فبراير 1964 | 23 فبراير 1966 | السعودية             | 2       | 2 سنوات و5 أيام    | —                                                                          |
| حافظ الأسد            | مايو 1965      | 23 فبراير 1966 | سوريا                | 1       | 328 أيام           | —                                                                          |
| ابراهيم ماخوس         | مايو 1965      | 23 فبراير 1966 | سوريا                | 1       | 328 أيام           | —                                                                          |